# 547612 Karoligaspar
547612 Karoligaspar este o planetă minoră (asteroid) din centura de asteroizi. A fost descoperită pe 11 octombrie 2010 la Piszkéstetői Obszervatórium⁠(d) de Krisztián Sárneczky⁠(d) și a fost numită după Gáspár Károli⁠(d). 
Obiectul prezintă o orbită caracterizată de o semiaxă mare de 2,7784716567996 UAi, o excentricitate de 0,18146137044778, o înclinație de 6,755932232789 ° în raport cu ecliptica.